# Coolmine
Coolmine (Cúl Mhín en Irlandais) est une zone résidentielle de l'ouest de Dublin, dans la république d'Irlande. Coolmine est situé entre Blanchardstown et Clonsilla, dans Dublin 15, à environ 15 kilomètres du centre de Dublin. Coolmine possède une école (Coolmine Community School), un club de rugby à XV (Coolmine Rugby Football Club) et un club de football (Coolmine Celtic Football Club).
Coolmine est relié au centre-ville de Dublin par la ligne 39 du bus et par la ligne ferroviaire du Western Commuter. Les zones adjacentes sont Clonsilla, Blanchardstown et Carpenterstown.